# Трифал
«Трифал» — комедия древнегреческого драматурга Аристофана, поставленная примерно в 411 году до н. э. Её текст практически полностью утрачен, сохранился только ряд коротких фрагментов, процитированных более поздними античными и средневековыми авторами (фрг. 67—75).
Имя центрального персонажа пьесы образовано от имени бога плодородия Фалета. Антиковеды полагают, что в «Трифале» могли переплетаться политическая и эротическая темы. Предположительная датировка комедии связана с упоминанием в одном из сохранившихся фрагментов Ферамена, который в 411 году пользовался в Афинах большим влиянием. Кроме того, в другом фрагменте упоминаются «аристарховы иберийцы», и как раз в 411 году до н. э. афинский стратег Аристарх с иберийскими наёмниками предпринял поход на Эною.